# Some Kind of Monster (chanson)
Pour les articles homonymes, voir Some Kind of Monster.
Singles de Metallica
The Unnamed Feeling
(2003) The Day That Never Comes
(2008)
Some Kind of Monster est le quatrième single de St. Anger, le huitième album studio de Metallica, étant également une des premières chansons montées pour l'album. Il sort en même temps que le documentaire Some Kind of Monster. Une édition spéciale inclut un T-shirt Some Kind of Monster. Les morceaux live sont tous issus du précédent EP nommé The Unnamed Feeling.
Lors de l'enregistrement de Ride the Lighting, Hetfield crie "Death in the air, strapped to the electric chair, I forgot the fucking words!". Il semble également oublier certains des mots de "Motorbreath", sans compter les mots ajoutés pendant le refrain. On entend en effet un soupir de soulagement une fois parvenu à la fin. Tous les titres qui apparaissent en direct sur l'album ont été enregistrés le 11 juin 2003 à Paris, en France, au cours de l'un des trois spectacles de la journée la plus chaude de l'histoire française des fans de Metallica.

## Liste de pistes
| No | Titre                     | Auteur                             | Durée |
| -- | ------------------------- | ---------------------------------- | ----- |
| 1. | Some Kind of Monster      | Hetfield, Ulrich, Hammett, Rock    | 8:27  |
| 2. | The Four Horsemen (live)  | Hetfield, Ulrich, Mustaine         | 5:29  |
| 3. | Damage, Inc. (live)       | Hetfield, Ulrich, Burton, Hammett  | 4:57  |
| 4. | Leper Messiah (live)      | Hetfield, Ulrich                   | 6:23  |
| 5. | Motorbreath (live)        | Hetfield                           | 3:11  |
| 6. | Ride the Lightning (live) | Hetfield, Ulrich, Burton, Mustaine | 7:29  |
| 7. | Hit the Lights (live)     | Hetfield, Ulrich                   | 4:06  |
| 8. | Some Kind of Monster      | Hetfield, Ulrich, Hammett, Rock    | 4:16  |

## Crédits
- Lars Ulrich - batterie
- James Hetfield - chant, guitare
- Kirk Hammett - guitare
- Robert Trujillo - basse
- Bob Rock - basse sur "Some Kind of Monster"

## Production
- Producteurs : Bob Rock, Metallica
- Ingénieurs : Mike Gillies, Bob Rock
- Mixage : Mike Gillies, Bob Rock
- Enregistrement : Ted Jensen, George Marino, Vlado Meller
- Remix : Bob Rock, Randy Staub
- Ingénieur du son : Mike Gillies
- Assistant : Mike Gillies, Eric Helmkamp
- Design : Kathleen Philpott
- Illustrations : Matt Mahurin

## Position dans les charts
Album
| Année | Chart               | Position |
| ----- | ------------------- | -------- |
| 2004  | The Billboard 200   | 37       |
| 2004  | Top Canadian Albums | 8        |
| 2004  | Top Soundtracks     | 4        |